# Urbano Medeiros
Urbano Medeiros (São João do Sabugi, Rio Grande do Norte, 31 de outubro de 1956) é um saxofonista, clarinetista e ator. Ele tem sinestesia auditiva-visual, condição em que a pessoa vê os sons na forma de luz.

## Biografia
Urbano Medeiros é filho do maestro Bill Medeiros, e sua mãe era cantora. Tem dois irmão, Ubaldo e Antônio “Totó”. Seus pais eram judaicos sefaraditas. Já tocava saxofone soprano na Filarmônica de sua cidade, São João do Sabugi, aos sete anos de idade; quando já executava choros difíceis como “Espinha de Bacalhau" com perfeição. Foi influenciado pelo sanfoneiro Sivuca, pelo saxofonista Saraiva, por Noca do Acordeon, e por Dilermano Reis.
Aos 17 anos, era regente da Filarmônica do Colégio estadual de Caicó, no Rio Grande do Norte, quando foi considerado pelo Ministério da Cultura como o “maestro mais jovem do Brasil”. No ano seguinte, era primeiro saxofonista e solista da Filarmônica do Batalhão de Engenharia e Construção, em Caicó, e em São Gabriel da Cachoeira, no Amazonas.
Em meados dos anos 1970, Urbano se mudou de São Gabriel da Cachoeira para São José do Seridó, no Rio Grande do Norte; onde tentou criar uma banda marcial composta por homens e mulheres. Mas o projeto só se concretizou quando ele passou a morar em Ouro Branco, também no Rio Grande do Norte; quando ele alterou o uniforme da banda, retirando o quepe e a gravata.
Urbano morou por muitos anos em São Paulo, onde atuou como músico, radialista, comunicador e arte-educador. Ao longo da carreira, gravou 18 discos, 4 vídeos e 3 DVDs, e lançou 2 livros. Foi mestre do Mestre Bembém.
Seu trabalho foi transmitido na série Gente que Faz, produzida pelo Bamerindus e exibida na Rede Globo.

## Vida pessoal
Urbano é casado com Regina Mendonça, com quem tem 4 filhos. É católico de origem judaica sefaradita.

## Reconhecimento
- 2024 - Urbano Medeiros: 60 Anos de Música, documentário[10]
- 2017 - Medalha Trabalho e Fraternidade, da cidade de Caicó[4]
- 2009 - Judeus de destaque no Brasil, do site Cultura Hebraica[11]
- Seu nome consta na lista de "Caicoenses Ilustres" da cidade de Caicó, em documento da Secretaria Extraordinária de Cultura, do estado do Rio Grande do Norte[12]

## Obras
Ao longo da carreira, lançou os seguintes discos:
- Orando com Efrém da Síria
- Sacro-Free
- Da Palestina ao Seridó
- Da Serra do Mulungú
- Tocata para Thomas Merton
- Theotókos
- 7 Improvisos
- Solos para Inayat Khan
- Sopro Bizantino
- Yussef
- Experimentar Deus através da Música
- Sepharad
- Sounds of Peace
- Choros e Valsas

E dois livros:
- 2011 - Sons e Silêncio. Música. Psicologia (Editora Partilha)
- 1991 - Homens e Mulheres de Ontem e de Hoje. Reflexões. Filosofia (Loyola)